# Ernst August Abich
Ernst August Abich (* 1814 in Hammenstedt; † nach 1880) war ein deutscher hannoverscher Hof-Rustmeister.

## Leben
Ernst August Abich wurde als Sohn des Büchsenmachers Ernst Abich († 1842 in Northeim) geboren und wuchs in den ersten Jahren des Königreichs Hannover auf. Seine Lehrzeit absolvierte er bis 1826 bei seinem Vater.
1826 bis 1835 diente Abich beim Hannoverschen Militär.
In der Residenzstadt Hannover beantragte Abich 1845 die Aufnahme in die örtliche Zunft, die seine Mitgliedschaft jedoch zunächst ablehnte. Kaum ein Jahrzehnt später war er ab 1854 jedoch Bürger der Stadt Hannover und als Zunftmeister zugelassen. Schon kurze Zeit später verzeichnete das Hannoverscher Staatskalender für das Jahr 1856 Rustmeister Abich als Inhaber der silbernen Verdienst-Medaille.
Während seiner Teilnahme an der 6. Allgemeinen Gewerbeausstellung des Gewerbevereins für das Königreich Hannover im Jahr 1859 erlangte „E. A. Abich, Militär-Rustmeister zu Hannover“ besondere Aufmerksamkeit. Über eine von ihm gezeigte Waffe urteilte die Jury: „Für eine halbgeschäftete Büchse, welche als ein gut gearbeitetes, praktisches Gewehr und im Preise (25 [...]) billig beurtheilt wurde, verdient dieser Aussteller ehrenvolle Erwähnung“.
Bei den Feierlichkeiten zur Enthüllung des Ernst-August-Denkmals vor dem Hauptbahnhof Hannovers nahm Rustmeister Abich in der Formation des Garde-Jäger-Bataillons teil.
1864 nahm Ernst August Abich am Krieg gegen Holstein teil.
Abich, der seinen Wohnsitz zeitweilig in der Calenberger Straße 6 hatte, wurde 1865 zum Königlich Hannoverschen Hofrustmeister ernannt. Das Adreßbuch und Geschäftshandbuch der königlichen Residenzstadt Hannover auf das Jahr 1869 verzeichnete den Sitz des Hof-Rustmeisters, der neben der Verdienstmedaille auch mit der Silbernen Wilhelms-Medaille für 25-jährige Zugehörigkeit zur Hannoverschen Armee ausgezeichnet worden war, in der „Kalenbergerstr. 5 II.“ Als ehemaliger Teilnehmer der Schlacht bei Langensalza im Jahr 1866 ließ ihn König Georg V. von Hannover später zudem mit der Verleihung der Langensalza-Medaille ehren. Das hannoversche Adressbuch für 1880 verzeichnete den Wohnsitz Abichs, der mittlerweile auch mit der Goldenen Verdienstmedaille für 50-jährige Zugehörigkeit zur Hannoverschen Armee ausgezeichnet worden war, im Parterre der Rautenstraße 14a, in dem zur selben Zeit auch der Büro-Assistent bei der Altenbekener Eisenbahn Gustav Abich wohnte. Der Büchsenmacher Hermann Abich aber hatte seinen Sitz seinerzeit Langestraße 5, I.
Nach dem Tode Abichs nahm Julie, die nunmehrige Witwe des Hofrustmeisters, ihren Wohnsitz im Parterre der Lavesstraße 57.